# Ali Asghar Mosleh

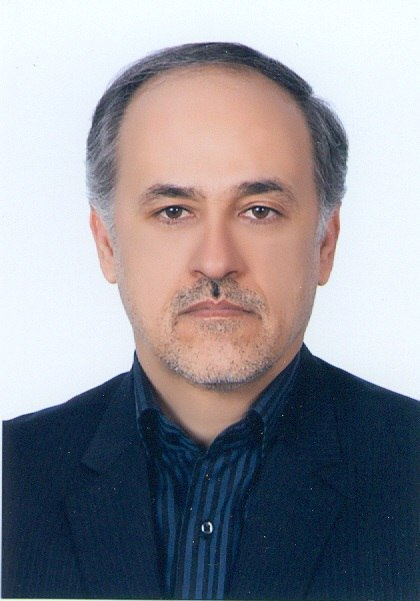
Ali Asghar Mosleh

Ali Asghar Mosleh (persisch علی‌اصغر مصلح, DMG Alī Asġar Mosleh; * 1962) ist ein iranischer Philosoph. Moslehs philosophisches Denken gilt als von Martin Heidegger beeinflusst. Er ist bekannt für seine Kritik der eurozentrischen Kultur und ist Vorsitzender der Iranischen Gesellschaft für Interkulturelle Philosophie. Er war Dekan der Fakultät für Literatur der Allameh-Tabataba'i-Universität.